# Gordon MacMillan
Sir Gordon Holmes Alexander MacMillan of MacMillan, britanski general, * 1897, † 1986.